# حسين حرم
حسين عبد الله حسن حرم (20 يوليو 1981) لاعب كرة قدم بحريني يلعب حاليا لصالح نادي الدرجة الأولى البسيتين البحريني في مركز حارس المرمى من 1999.

## الإنجازات
- الدرجة الأولى (1): 2013
- كأس الاتحاد البحريني (1): 2003